# Hernie crurale
 Mise en garde médicale
Une hernie crurale est une hernie abdominale qui s'extériorise anatomiquement en dessous de la ligne de Malgaigne. La ligne de Malgaigne est la projection cutanée du ligament inguinal (ou ligament de Poupart) appelé aussi arcade crurale qui est un ligament qui relie l'épine iliaque antéro-supérieure de l'os iliaque du bassin, à l'épine du pubis.

## Examen clinique
- Facteurs de risque : un surpoids, une toux chronique, une BPCO peuvent provoquer la hernie crurale.
- Inspection : on retrouve une « bosse » au niveau du pli inguinal.
- Palpation : si la hernie n'est pas étranglée, elle est mobilisable, souple, impulsive à la toux, non douloureuse.

Elle se trouve en dedans de la gaine de l'artère fémorale. NB : consultez le chapitre hernie abdominale pour plus de compréhension.
- Diagnostic différentiel : lipome, adénopathie crurale, hernie inguinale.

## Traitement
- Réduction : lors de la saillie d'une hernie non compliquée, on pratique un massage doux et continu jusqu'à réintroduction de la hernie à sa place.

- Chirurgie : une hernie crurale, même non compliquée, peut faire proposer une intervention chirurgicale car ce type de hernie peut se compliquer d'étranglement et d'occlusion intestinale. Il faut peser les risques globalement faibles de la chirurgie par rapport à son bénéfice en tenant en compte des symptômes et la condition du patient. L'opération consiste globalement en un renforcement de la paroi abdominale au niveau du point de faiblesse, avec la mise en place d'une prothèse.

## Risques
- Après opération risque d'abcès, infection ou hématome.
- Complications liées à l'anesthésie et à la position couchée prolongée.

Ces complications sont rares et exceptionnelles en cas de chirurgie à froid.